# Пам'ятки архітектури Буського району
У Буському районі Львівської області нараховується 78 пам'яток архітектури.
| пор.№              | Найменування пам'ятки                              | Датування                     | Місцезнаходження               | Охоронний № і номер у комплексі | Назва та номер документу про взяття під охорону | Примітки |
| ------------------ | -------------------------------------------------- | ----------------------------- | ------------------------------ | ------------------------------- | ----------------------------------------------- | -------- |
| 1                  | Церква Св.Параскеви(дер.)                          | 1708р.                        | вул.Шашкевича,56а              | 441 /1                          |                                                 |          |
| 2                  | Дзвіниця ц.Св.Параскеви(дер.)                      | XVIII ст.                     | вул.Шашкевича,56а              | 441 /2                          |                                                 |          |
| 3                  | Церква Св.Онуфрія(дер.)                            | 1680,1758р.                   | передм.Воляни                  | 1342 /1                         |                                                 |          |
| 4                  | Дзвіниця ц.Св.Онуфрія(дер.)                        | 1758р.                        | передм.Воляни                  | 1342 /2                         |                                                 |          |
| 5                  | Церква Вознесіння Господнього (дер.)               | 1680р.                        | с.Волиця –Деревлянська         | 448                             |                                                 |          |
| 6                  | Церква Різдва Богородиці(дер.)                     | 1779р.                        | с.Грабова                      | 1343 /1                         |                                                 |          |
| 7                  | Дзвіниця ц.Різдва богородиці(дер.)                 | 1779р.                        | с.Грабова                      | 1343 /2                         |                                                 |          |
| 8                  | Церква Св.Іллі(дер.)                               | 1750р.                        | смт.Красне                     | 442                             |                                                 |          |
| 9                  | Церква Св.Михаїла(дер.)                            | 1697р.                        | с.Кути                         | 409 /1                          |                                                 |          |
| 10                 | Дзвіниця ц.Св.Михаїла (дер.)                       | XVIII ст.                     | с.Кути                         | 409 /2                          |                                                 |          |
| 11                 | Церква Собору Пресвятої Богородиці(дер.)           | 1750р.                        | с.Кути                         | 410                             |                                                 |          |
| 12                 | Костел Воздвиження Чесного Хреста(мур.)            | 1740-1790р.р.                 | с.Новий Милятин                | 457                             |                                                 |          |
| 13                 | Корчма(мур.)                                       | XVIII ст.                     | с.Новий Милятин                | 458                             |                                                 |          |
| 14                 | Каплиця на честь перемоги під Хотином(мур.)        | 1621р.                        | с.Новий милятин                | 1344                            |                                                 |          |
| 15                 | Замок Даниловичів(мур.)                            | XIV-XVII ст.                  | смт.Олесько                    | 404                             |                                                 |          |
| 16                 | Костел Св.Трійці(мур.)                             | 1545,1627,1847                | смт.Олесько                    | 405                             |                                                 |          |
|                    | Монастир капуцинів(мур.):                          | 1739р.                        | смт.Олесько                    | 406                             |                                                 |          |
| 17                 | Костел Св.Йосифа(мур.)                             | 1739р.                        | смт.Олесько                    | 406 /1                          |                                                 |          |
| 18                 | Келії(мур.)                                        | 1739р.                        | смт.Олесько                    | 406 /2                          |                                                 |          |
| 19                 | Церква Введення в храм Пресвятої Богородиці (дер.) | 1754р.                        | с.Переволочна                  | 411 /1                          |                                                 |          |
| 20                 | Дзвіниця ц.Введення в храм Пр.Богородиці (дер.)    | XVIII ст.                     | с.Переволочна                  | 411 /2                          |                                                 |          |
| 21                 | Церква Покрови Богородиці(дер.)                    | XVI ст.,1868р.                | с.Ріпнів                       | 1345 /1                         |                                                 |          |
| 22                 | Дзвіниця ц.Покрови Богородиці(дер.)                | 1868р.                        | с.Ріпнів                       | 1345 /2                         |                                                 |          |
| місцевого значення |                                                    |                               |                                |                                 |                                                 |          |
| м.Буськ            |                                                    |                               |                                |                                 |                                                 |          |
| 23                 | Житловий будинок (мур.)                            | 1939р.                        | вул.Буського братства,3        | 1780-М                          |                                                 |          |
| 24                 | Синагога (мур.)                                    | кін.XIX ст.                   | вул.Буського братства,3        | 1781-М                          |                                                 |          |
| 25                 | Адмінбудинок (мур.)                                | кін.XIX ст.                   | вул.Грушевського,3             | 1772-М                          |                                                 |          |
| 26                 | Житловий будинок (мур.)                            | кін.XIX ст.                   | вул.Грушевського,7             | 1773-М                          |                                                 |          |
| 27                 | Житловий будинок (мур.)                            | 30-ті роки XX ст.             | вул.Грушевського,9             | 1774-М                          |                                                 |          |
| 28                 | Адмінбудинок (мур.)                                | п.XX ст.                      | вул.Київська,3                 | 1769-М                          |                                                 |          |
| 29                 | Житловий будинок (мур.)                            | 30-ті роки XX ст.             | вул.Київська,9                 | 1770-М                          |                                                 |          |
| 30                 | Кінотеатр (мур.)                                   | 30-ті роки XX ст.             | вул.Київська,15                | 1771-М                          |                                                 |          |
| 31                 | Адмінбудинок (мур.)                                | 2 пол.XIX ст.                 | вул.Київська,17                | 776-М                           |                                                 |          |
| 32                 | Адмінбудинок (мур.)                                | І пол.XIX ст.                 | вул.Львівська,2                | 777-М                           |                                                 |          |
| 33                 | Адмінбудинок (мур.)                                | XVIII ст.-20-ті рр.XX ст.     | вул.Львівська,7                | 1775-М                          |                                                 |          |
| 34                 | Пивзавод (мур.)                                    | І пол.XIX ст. -поч.XX ст.     | вул.Львівська,8,19             | 1776-М                          |                                                 |          |
| 35                 | Повітовий суд (мур.)                               | кін.XVIII ст. - І пол.XIX ст. | вул.Міцкевича,1                | 1777-М                          |                                                 |          |
| 36                 | Палац (мур.)                                       | 1702р.- І пол. XIX ст.        | пл. Незалежності               | 775-М                           |                                                 |          |
| 37                 | Палац (мур.)                                       | І пол.XIX ст. – п.XX ст.      | пл.Незалежності,3              | 1778-М                          |                                                 |          |
| 38                 | Електростанція (мур.)                              | 30-ті рр. XX ст.              | пл.Незаженості,7               | 1779-М                          |                                                 |          |
| 39                 | Костел св. Станіслава                              | 1705 р.                       | вул. Паркова, 9                | 435 - М                         |                                                 |          |
| 40                 | Лікарня (мур.)                                     | 1779р.                        | вул.Паркова,12                 | 1768-М                          |                                                 |          |
| 41                 | Адмінбудинок (мур.)                                | XVIII ст.                     | вул.Є.Петрушевича,8            | 779-М                           |                                                 |          |
| 42                 | Адмінбудинок (мур.)                                | XIX ст.                       | вул.Петрушевича,10             | 780-М                           |                                                 |          |
| 43                 | Палац (мур.)                                       | XIX ст.                       | вул.Є.Петрушевича,12           | 781-М                           |                                                 |          |
| 44                 | Садиба (мур.)                                      | 30-ті рр. XX ст.              | вул.Є.Петрушевича,18           | 782-М                           |                                                 |          |
| 45                 | Садиба (мур.)                                      | к.XIX ст.                     | вул.Є.Петрушевича,25           | 783-М                           |                                                 |          |
| 46                 | Житловий будинок (мур.)                            | 30-ті рр. XX ст.              | вул.Є.Петрушевича,31           | 1785-М                          |                                                 |          |
| 47                 | Садиба (мур.)                                      | 20-30рр. XX ст.               | вул.1 Травня,10                | 1782-М                          |                                                 |          |
| 48                 | Вілла (мур.)                                       | 1920р.                        | вул.1Травня,18                 | 778-М                           |                                                 |          |
| 49                 | Садиба (мур.)                                      | п.XX ст.                      | вул.1Травня,25                 | 1783-М                          |                                                 |          |
| 50                 | Млин (мур.)                                        | кін.XIX ст.                   | вул.1Травня, 28                | 1784-М                          |                                                 |          |
| 51                 | Житлово-торговий будинок (мур.)                    | п.XX ст.                      | вул.Шкільна,2                  | 784-М                           |                                                 |          |
| 52                 | Церква Св.Миколая                                  | п.XX ст.                      | вул.Шкільна,7                  | 785-М                           |                                                 |          |
| 53                 | Школа (мур.)                                       | п.XX ст.                      | вул.Шкільна,15                 | 1786-М                          |                                                 |          |
| 54                 | Житловий будинок (мур.)                            | 30р.р.XX ст.                  | вул.Шкільна,28                 | 1787-М                          |                                                 |          |
|                    | ---------------------------------------------      | --------------------          | ------------------------------ |                                 |                                                 |          |
| 55                 | Церква Св. Івана Хрестителя (дер.)                 | 1863р.                        | с.Безброди                     | 1561-М                          |                                                 |          |
| 56                 | Церква Івана Богослова                             | XVII ст.                      | с.Боложинів                    | 436-1/М                         |                                                 |          |
| 57                 | Дзвіниця ц-ви І. Богослова (дер.)                  | XVII ст.                      | с.Боложинів                    | 436-2/М                         |                                                 |          |
| 58                 | Церква Собору Пресвятої Богородиці (дер.)          | 1803р.                        | с.Задвір’я                     | 1562-М                          |                                                 |          |
| 59                 | Церква Собору Пресвятої Богородиці (дер.)          | 1700р.                        | с.Закомар’я                    | 1563-М                          |                                                 |          |
| 60                 | Церква Св.арх.Михаїла (дер.)                       | 1876р.                        | с.Кізлів                       | 437-1/М                         |                                                 |          |
| 61                 | Дзвіниця ц-ви Св.арх.Михаїла (дер.)                | 1876р.                        | с.Кізлів                       | 437-2/М                         |                                                 |          |
| 62                 | Церква Преображення Господнього (дер.)             | 1883р.                        | с.Куткір                       | 1564-М                          |                                                 |          |
| 63                 | Церква Св.Миколая (дер.)                           | кін.XIX ст. 1894р.            | с.Новосілки                    | 2251-М                          |                                                 |          |
| 64                 | Церква Воздвиження Чесного Хреста                  | 1826р.                        | с.Ожидів                       | 1565-М                          |                                                 |          |
| 65                 | Церква Св.пр.Іллі (дер.)                           | 1906р.                        | с.Острів                       | 2252-М                          |                                                 |          |
| 66                 | Церква Воскресіння Господнього                     | 1777р.                        | с.Побужани                     | 438-І/М                         |                                                 |          |
| 67                 | Дзвіниця ц-ви Воскресіння Господнього (дер.)       | 1777р.                        | с.Побужани                     | 438-2/М                         |                                                 |          |
| 68                 | Церква Св.арх.Михаїла (дер.)                       | XIX ст.                       | с.Полоничі                     | 1566-М                          |                                                 |          |
| 69                 | Церква Різдва Пресвятої Богородиці                 | XVII ст.                      | с.Стовпин                      | 439-І/М                         |                                                 |          |
| 70                 | Дзвіниця ц-ви Різдва Пр. Богородиці (дер.)         | XVII ст.                      | с.Стовпин                      | 439-2/М                         |                                                 |          |
| 71                 | Церква Пресвятої Трійці (дер.)                     | 1883р.                        | с.Соколя                       | 1567-М                          |                                                 |          |
| 72                 | Дзвіниця церкви Св.вмч.Юрія (дер.)                 | XVIII ст.                     | с.Топорів                      | 440-М                           |                                                 |          |
| 73                 | Церква Успенія Пресвятої Богородиці (дер.)         | XVIII ст.                     | с.Топорів                      | 441-І/М                         |                                                 |          |
| 74                 | Дзвіниця ц-ви Успення Пр. Бого –родиці (дер.)      | XVIII ст.                     | с.Топорів                      | 441-2/М                         |                                                 |          |
| 75                 | Церква Св.Кузьми і Дем’яна (дер.)                  | XIX ст.                       | с.Тур’я                        | 1568-І/М                        |                                                 |          |
| 76                 | Дзвіниця ц-ви Св. Кузьми і Дем*яна (дер.)          | XIX ст.                       | с.Тур’я                        | 1568-2/М                        |                                                 |          |
| 77                 | Церква Успення Пр.Богородиці                       | XVIII ст.                     | с.Чаниж                        | 441-М                           |                                                 |          |
| 78                 | Церква Св.Дмитрія (дер.)                           | кін.XIX ст.                   | с.Яблунівка                    | 2253-М                          |                                                 |          |

## Джерело
Перелік пам'яток Львівської області